# 泰泽-莫莱
泰泽-莫莱（法語：Taizé-Maulais，法語發音：[tɛze molɛ]；2016年之前名为泰泽 (Taizé)）是法国德塞夫勒省的一个旧市镇，属于布雷叙尔区。2019年，泰泽-莫莱与临近的3个市镇合并为新市镇平原河谷镇。

## 历史
1973年，市镇莫莱与泰泽合并，合并后的市镇名称仍为“泰泽”，直到2016年才更名为“泰泽-莫莱”。

## 地理
泰泽-莫莱（46°55'31"N, 0°7'2"W）面积21.23 平方千米，位于法国新阿基坦大区德塞夫勒省，该省份为法国西部内陆省份，北起曼恩-卢瓦尔省，西接旺代省，南至夏朗德省和滨海夏朗德省，东临维埃纳省。
与泰泽-莫莱接壤的市镇（或旧市镇、城区）包括：圣莱热德蒙布兰、吕宰、米塞、瓦龙、圣热内鲁、聖瓦朗。
泰泽-莫莱的时区为UTC+01:00、UTC+02:00（夏令时）。

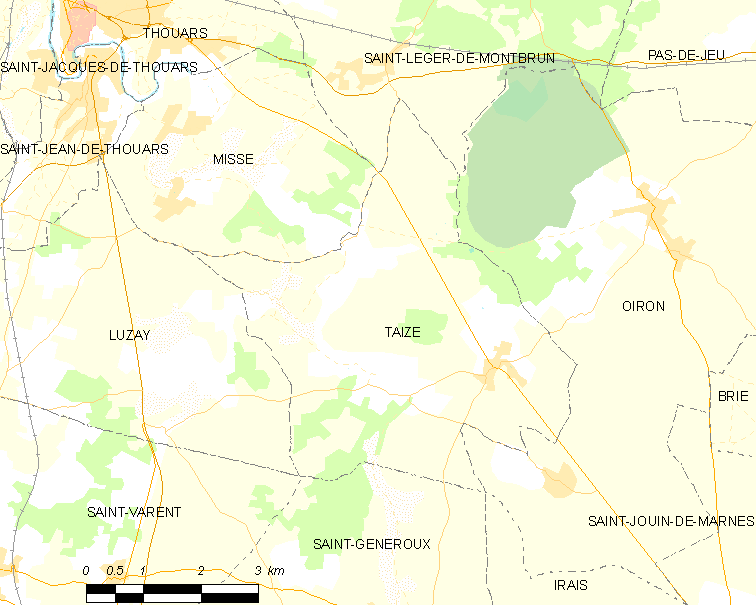
泰泽-莫莱的OSM定位图

## 行政
泰泽-莫莱的邮政编码为79100，INSEE市镇编码为79321。

## 政治
泰泽-莫莱所属的省级选区为图埃河谷县。

## 人口

1962-2008年间泰泽-莫莱人口变化图示

泰泽-莫莱于2018年1月1日时的人口数量为758人。